# Teatro Castro Alves
O Teatro Castro Alves (TCA) é um teatro brasileiro. É o maior e mais importante centro artístico de Salvador, capital do estado da Bahia, e se localiza no Largo do Campo Grande. Em 2013, foi tombado pelo Instituto do Patrimônio Histórico e Artístico Nacional (IPHAN).

## História
Fruto das ideias desenvolvimentistas do governador Antônio Balbino, a história do Teatro Castro Alves, que homenageia o "Poeta dos Escravos", possui momentos de grandes espetáculos e tragédias, como os dois incêndios que motivaram sua reforma.
O primeiro deles ocorreu antes mesmo de sua inauguração. Era a madrugada do dia 9 de julho de 1958 — cinco dias antes da abertura ao público — e a versão apurada oficialmente foi de que um curto-circuito havia destruído aquele que deveria ser o mais novo espaço cultural de uma cidade que jazia estagnada economicamente — o chamado "Enigma Baiano" que se estendia desde o início do século e nos anos 50 preocupava estudiosos e economistas.
Seu projeto original foi feito pelos arquitetos Alcides da Rocha Miranda e José de Souza Reis, em 1948; porém o edifício construído foi aquele desenvolvido por José Bina Fonyat Filho e o engenheiro Humberto Lemos Lopes, sendo ganhador da IV Bienal de São Paulo com suas linhas e conceitos modernistas e chocando a sociedade baiana de então, avessa a novidades, com sua grandiosidade que incomodava os políticos em disputa pelo poder local. 
As obras foram executadas pela então Secretaria de Viação e Obras Públicas, que na época chegou a publicar o livreto intitulado "A verdade sobre o Teatro Castro Alves" mostrando desde o projeto de lei do então deputado estadual Antônio Balbino em 2 de junho de 1948, fotos e imagens do projeto, entrevista com especialistas e buscando justificar a realização desse projeto ao invés do idealizado por Rocha Miranda e Souza Reis.
Balbino, que introduzira no governo do Estado uma mentalidade de planejamento e fomento econômico, enfrentava sem sucesso as forças conservadoras: Quando pronto a edificação que não possuía os pilares em V sofreu um misterioso incêndio, depois disso a edificação passou a ter os benditos pilares.
Seu aparente fracasso fez com que as obras de recuperação, reiniciadas ainda em seu mandato, fossem abandonadas por Juracy Magalhães — seu opositor.
O teatro foi praticamente reconstruído pelo governo Lomanto Júnior — recebendo entretanto, por parte da elite local já avessa ao ativismo cultural, grande ojeriza, que somente o tempo foi capaz de vencer.
Foi inaugurado, com a presença, além do próprio governador, do presidente Humberto de Alencar Castelo Branco, a 4 de março de 1967.
Ali se apresentam, para horror de uma sociedade atônita, Gilberto Gil e Caetano Veloso — iniciando a grande agitação cultural que iria — partindo da Bahia — revolucionar o Brasil, nos anos setenta.
Mas o TCA não resistiria incólume ao choque cultural, abandonado por anos a fio, chega aos anos 80 degradado e, finalmente, novamente arde em chamas e em 1989 é novamente fechado.
A partir de 1991, no governo Antônio Carlos Magalhães, o teatro passa por uma ampla reforma ao custo de 10 milhões de dólares estadunidenses que lhe restituiu o vigor do qual originalmente havia imaginado Balbino, sendo reinaugurado mais uma vez em 27 de março de 1993, — desta feita numa cidade que despertara para sua grande vocação cultural, que já reconhecia a genialidade de seus "filhos" antes vistos com escândalo.
Entre outros pontos, foi reforçada a segurança, os espaços de camarim e Sala do Coro, entre outros passaram por modificações e uma polêmica rampa ligando o terraço do foyer ao acesso principal foi acrescentada.

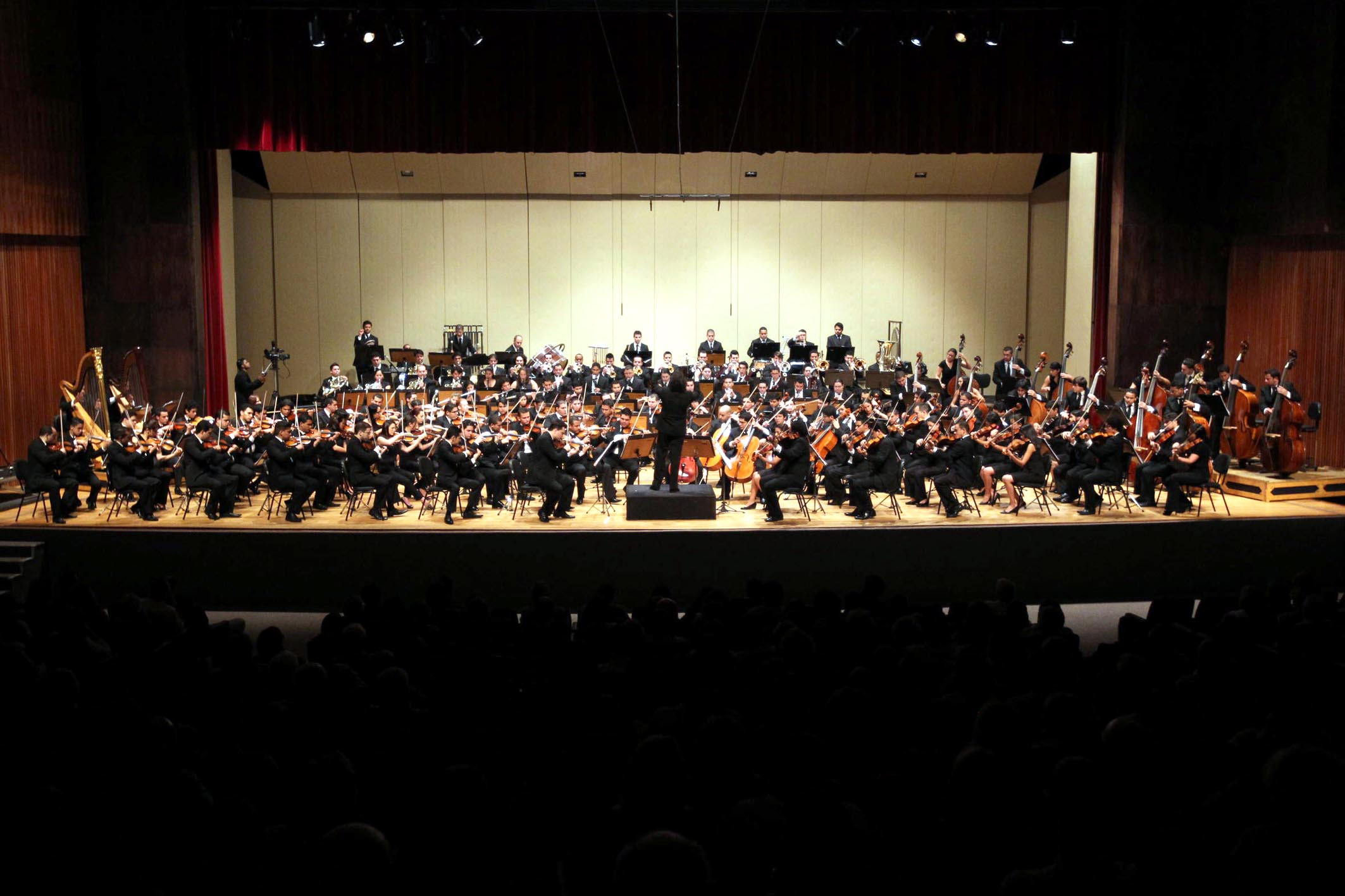
Apresentação da Orquestra Sinfônica Simón Bolívar da Venezuela no TCA, em 2011.

Entre 2009 e 2010, é promovido um concurso público nacional de projetos de arquitetura, voltado à requalificação e ampliação do teatro, organizado pelo Instituto dos Arquitetos do Brasil, Departamento da Bahia (IAB-BA). O concurso foi vencido pelo escritório paulistano Estúdio América.
Em 2014, o TCA iniciou a venda de ingressos pela internet ou telefone, até então inédito. Os clientes poderão adquirir os ingressos por meio de cartões de débito e crédito por serviço de bilheteria online ou call center.
Em 2016, é concluída a reforma da Concha Acústica, que incluiu dentre outros a construção de uma passarela luminotécnica que permite uma vista aérea da montagem de todos os elementos técnicos de luz e som.
Em 2018, também como parte do projeto do Novo TCA, é concluída a reforma da Sala do Coro. Com as obras, a Sala passa a comportar uma maior variedade de formatos e tipos de performances artísticas, com equipamentos de sonorização mais modernos, intervenções técnicas e de estrutura como a reformulação do foyer, qualificação de acústica e cenotecnia, renovação do sistema de ar-condicionado, reforma dos sanitários e camarins.

### Incidente
Em 25 de janeiro de 2023, um princípio de incêndio identificado no telhado do teatro – onde uma obra ocorre – fez com que o prédio fosse evacuado. Os bombeiros não registraram vítimas e ainda não se sabe a causa do incêndio. A Defesa Civil de Salvador (Codesal) disse que o sistema anti-incêndio funcionou na parte inferior do prédio, contento o alastramento do incêndio e que uma inspeção preliminar não constatou dano às estruturas. O teatro foi tombado pelo Instituto do Patrimônio Histórico e Artístico Nacional (IPHAN) em 2013.

## Instalações
Compõem o complexo cultural do TCA a Sala Principal, Sala do Coro e a Concha Acústica.
- A Sala Principal possui capacidade de abrigar 1.554 espectadores, construída com um minucioso projeto acústico que se preocupou até mesmo em relação aos materiais da poltrona e carpete e independentemente da localização da poltrona, a visibilidade e acústica é perfeita.[12]
- A Sala do Coro comporta até 350 espectadores e até o ano de 1978 se destinava aos ensaios do coro das óperas que iam se apresentar, se transformando em um teatro de semi arena, permanecendo assim até 1989. Após a reforma, é ampliado em 1995, e prioriza as apresentações teatrais locais. Com a reforma e reinauguração em 2018 – exatamente 40 anos após sua inauguração –, a Sala do Coro ressurge com nova configuração tendo a flexibilidade de formatos como fundamento de sua requalificação, podendo comportar 176 pessoas na plateia no formato de palco italiano e até 350 pessoas com a arquibancada recolhida.[8]
- A Concha Acústica alberga até 5.000 pessoas, com seu formato de teatro grego, uma semi-arena ao ar livre. Uma lona tensionada fixa em estrutura metálica cobre o palco e permitem a realização dos eventos mesmo sob chuva, abrigando ao menos 1.000 espectadores. Na parte superior cada um dos seis camarotes comportam 300 pessoas, servidos por uma estrutura de apoio com bar e sanitários.[13]

## Projetos
Conta o TCA com três projetos permanentes:
- Orquestra Sinfônica da Bahia (OSBA);
- Balé do Teatro Castro Alves (BTCA);
- Núcleos Estaduais de Orquestras Juvenis e Infantis da Bahia (NEOJIBÁ).

Além desses três corpos estáveis, possui ainda:
- Memorial do TCA (em implantação, objetiva a preservação da memória do Teatro, através de fotografias, filmes e registros dos eventos artísticos que ali tiveram lugar);
- Centro Técnico — com 15 funcionários para o apoio aos eventos, é considerado um dos melhores do país, já criando cerca de 11 mil figurinos para espetáculos do Núcleo de teatro e produções externas, possuindo um laboratório para efeitos de maquiagens nos atores.
- Setor de Multimeios e Programação Visual, funciona desde 1988, possui mais de 5 mil negativos e mais de 200 vídeos.
- Documentação e Pesquisa, desde 1967 guarda um arquivo com 45 mil documentos, assim como o banco de textos teatrais, com mais de 100 peças de autores nacionais e estrangeiros, traduzidas para o português.

## Atrações apresentadas
Entre tantos que passaram pelo TCA, se destacam as pessoas de Raul Seixas e Marcelo Nova, Gilberto Gil, Chico Buarque, João Gilberto, Caetano Veloso, Gal Costa e Maria Bethânia, Ney Matogrosso, Bell Marques, Flávio Venturini, Paulo Autran, Montserrat Caballé, Mikhail Baryshnikov, Sandy e os balés Bolshoi e Kirov, o maestro Zubin Metha e a Filarmônica de Israel, além da cantora Claudia Leitte gravando seu segundo DVD ao vivo Negalora: Íntimo, entre muitos outros.